# Antonina Wyrzykowska
Antonina Wyrzykowska, nata Karwowska (Janczewko, 12 agosto 1916 – Milanówek, 29 novembre 2011), è stata una donna polacca, riconosciuta come giusta tra le nazioni da Yad Vashem per aver nascosto nella sua fattoria sette ebrei polacchi scampati al pogrom di Jedwabne. Anche il marito, Aleksander Wyrzykowski, e i genitori Franciszek Karwowski e Józefa Karwowska vennero riconosciuti come giusti tra le nazioni.

## Biografia
A seguito del pogrom di Jedwabne del 1941, Antonina Wyrzykowska e il marito si prodigarono per far avere da mangiare agli ebrei sopravvissuti al massacro e ora internati nel ghetto di Łomża. Questo fino al 1º novembre 1942, quando il ghetto fu liquidato e gli abitanti deportati ad Auschwitz per essere sterminati. Nello stesso periodo Antonina e Aleksander ospitarono nella propria fattoria sette ebrei scampati al pogrom di Jedwabne, nascondendoli in covi sotterranei creati sotto il porcile e il pollaio. Nonostante i tedeschi con i loro cani avessero setacciato a fondo la fattoria varie volte, gli ebrei non vennero mai scoperti e rimasero nascosti presso i Wyrzykowska fino all'arrivo dell'esercito sovietico nel gennaio 1945. Gli ebrei sopravvissuti erano i fratelli Berek e Mojżesz Olszewiczów; la fidanzata di Mojżesz, Elka; Szmul Wassersztajn; Izrael Grądowski; Jankiel Kubrański e la fidanzata Lea Sosnowska.
In seguito, però, Antonina e suo marito subirono le conseguenze di quel loro atto di coraggio e altruismo. Nella notte tra il 13 e il 14 marzo 1945 vennero selvaggiamente aggrediti a colpi di bastone da sei loro vicini di casa, dei partigiani polacchi nazionalisti e antisemiti. Antonina denunciò alla polizia i suoi aggressori, uno dei quali venne condannato dalle autorità sovietiche. I coniugi Wyrzykowski decisero poi di trasferirsi a Bielsk Podlaski, dove aprirono un'azienda agricola grazie all'aiuto degli ebrei che avevano salvato, ma l'attività fallì quasi subito. Grazie all'interessamento dello storico ebreo Szymon Datner, Antonina e la sua famiglia comprarono casa a Milanówek, vicino a Varsavia, incominciando una nuova vita. Nel 1976 i Wyrzykowski vennero riconosciuti come giusti tra le nazioni da Yad Vashem e lo stesso accadde nel 1993 con i defunti genitori di Antonina. Nel 2007 Antonina venne anche decorata con la Croce di commendatore dell'Ordine della Polonia restituta dal presidente della Repubblica Lech Kaczyński. Morì nel 2011 all'età di 95 anni.